# شارع مصطفى النحاس
شارع مصطفى النحاس من أطول الشوارع بمدينة نصر ويمر به المترو الأرضي الذي يربط مصر الجديدة ومدينة نصر مروراً بشارع يوسف عباس وينتهى في شارع مصطفى النحاس، وبشارع مصطفى النحاس جامعة الأزهر والكثير من المحلات التجارية وبه أيضاً العديد من مراكز التسوق مثل محلات التوحيد والنور وكومبيو مي و أي تي مول المتخصص في معدات الكمبيوتر والأجهزة الرقمية، وتم مؤخراً إلغاء جميع الميادين في هذا الشارع وتحويلاها كلها إلى «يو-تيرن» مما أدى إلى الاختناق المروري المستمر طوال اليوم.

## محاولة اغتيال محمد إبراهيم
تعرض محمد إبراهيم مصطفى وزير الداخلية في 5 سبتمبر 2013 لمحاولة اغتيال فاشلة عند مرور موكبه بالشارع بالقرب من مقر سكنه.